# Десово
Десово (мкд. Десово) је насеље у Северној Македонији, у средишњем делу државе. Десово припада општини Дољнени.

## Географија
Насеље Десово је смештено у средишњем делу Северне Македоније. Од најближег већег града, Прилепа, насеље је удаљено 20 km северно.
Рељеф: Десово се налази у североисточном делу Пелагоније, највеће висоравни Северне Македоније. Насељски атар је на западу равничарски, без већих водотока, док се источно од насеља издиже планина Бабуна. Надморска висина насеља је приближно 670 метара.
Клима у насељу је континентална.

## Становништво
По попису становништва из 2002. године, Десово је имало 1.026 становника.
Претежно становништво у насељу су Бошњаци (56%), док су мањине Албанци (28%) и етнички Македонци (14%).
Већинска вероисповест у насељу је ислам, а мањинска православље.